# Ajjanahalli, Bangalore South
Ajjanahalli là một làng thuộc tehsil Bangalore South, huyện Bangalore Urban, bang Karnataka, Ấn Độ.